# Liste von Marathonläufen
In der Liste von Marathonläufen sind bekannte Marathons mit der klassischen Länge von 42,195 Kilometer und Läufe, die länger als 42 Kilometer und kürzer als 50 Kilometer sind, aufgeführt. Zu Läufen mit Streckenlängen über der klassischen Marathondistanz (42,195 Kilometer) sowie Stundenläufen ab 6 Stunden, siehe Ultramarathon.

## Deutschland

### Die ältesten Marathonläufe in Deutschland
Veranstaltungen, die mindestens 30 Mal ausgetragen wurden, geordnet nach dem Datum der ersten Austragung (Quelle: ARRS)
| Name                      | Ort                    | Bundesland          | Erster Lauf | Anmerkungen                                |
| ------------------------- | ---------------------- | ------------------- | ----------- | ------------------------------------------ |
| Rund um den Baldeneysee   | Essen                  | Nordrhein-Westfalen | 00.00.1963  |                                            |
| Göltzschtal-Marathon      | Lengenfeld             | Sachsen             | 29.09.1968  | Ausgefallen: 1970, 1971                    |
| Schwarzwald-Marathon      | Bräunlingen            | Baden-Württemberg   | 06.10.1968  |                                            |
| Rund um Wellen (Marathon) | Beverstedt             | Niedersachsen       | 00.00.1971  |                                            |
| Husumer Wintermarathon    | Husum                  | Schleswig-Holstein  | 19.02.1972  | Ausgefallen: 1979; letzte Austragung: 2017 |
| Königsforst-Marathon      | Bensberg               | Nordrhein-Westfalen | 08.04.1973  | Ausgefallen: 1974, 2007                    |
| Hornisgrinde-Marathon     | Bühlertal              | Baden-Württemberg   | 00.07.1973  | Letzte Austragung: 2019                    |
| Bodensee-Marathon         | Kressbronn am Bodensee | Baden-Württemberg   | 00.00.1973  |                                            |
| Berlin-Marathon           | Berlin                 | Berlin              | 13.10.1974  |                                            |
| Schönbuch-Marathon        | Leinfelden             | Baden-Württemberg   | 01.06.1975  | Ausgefallen: 2008                          |
| Bienwald-Marathon         | Kandel                 | Rheinland-Pfalz     | 27.03.1976  |                                            |
| Springe-Deister-Marathon  | Springe                | Niedersachsen       | 26.05.1977  |                                            |
| Monschau-Marathon         | Monschau               | Nordrhein-Westfalen | 10.06.1977  |                                            |
| Leipzig-Marathon          | Leipzig                | Sachsen             | 18.06.1977  |                                            |
| Rennsteiglauf             | Schmiedefeld           | Thüringen           | 20.05.1978  |                                            |
| Harz-Gebirgslauf          | Wernigerode            | Sachsen-Anhalt      | 12.10.1978  |                                            |
| Frankfurt-Marathon        | Frankfurt am Main      | Hessen              | 17.05.1981  | Ausgefallen: 1986                          |
| Rhein-Ruhr-Marathon       | Duisburg               | Nordrhein-Westfalen | 19.09.1981  | Ausgefallen: 1990, 1993, 1994, 2008        |
| München-Marathon          | München                | Bayern              | 08.05.1983  | Ausgefallen: 1997 – 1999                   |
| Baden-Marathon            | Karlsruhe              | Baden-Württemberg   | 18.09.1983  |                                            |
| Hamburg-Marathon          | Hamburg                | Hamburg             | 25.05.1986  |                                            |

### Veranstaltungen mit Wettkampfcharakter
(regional sortiert)

#### Baden-Württemberg
- Bad Waldseer Lauffieber, Bad Waldsee
- Schwarzwald-Marathon, Bräunlingen
- Hornisgrinde-Marathon, Bühlertal
- Freiburg-Marathon, Freiburg
- Bottwartal-Marathon, Großbottwar
- Donautal-Marathon, Hausen im Tal – Tuttlingen
- Trollinger-Marathon, Heilbronn
- Baden-Marathon, Karlsruhe
- Bodensee-Marathon, Kressbronn am Bodensee
- Mannheim-Marathon, Mannheim
- Ermstal-Marathon, Metzingen
- Hohenlohe-Marathon, Niedernhall
- Einstein-Marathon, Ulm
- Limes-Marathon, Welzheim

#### Bayern
- Thermen-Marathon, Bad Füssing
- Saaletal-Marathon, Ramsthal
- Obermain-Marathon, Bad Staffelstein
- Dreiburgenland-Marathon, Thurmansbang
- Regensburg-Marathon, Regensburg
- Straubing-Marathon, Straubing
- Würzburg-Marathon, Würzburg
- Illermarathon, Immenstadt im Allgäu
- Frankenweg-Lauf, Streitberg
- Metropolmarathon, Fürth
- Fichtelgebirgsmarathon, Wunsiedel
- Königsschlösser-Romantik-Marathon, Füssen
- Allgäu-Panorama-Marathon, Sonthofen
- Fränkische Schweiz-Marathon, Forchheim
- Seenlandmarathon, Pleinfeld
- Freundschaftsmarathon, Amberg – Weiden
- Rodachtal-Marathon, Bad Rodach
- München-Marathon, München
- Indoor-Marathon, Nürnberg
- Waldmarathon, Zeil am Main

#### Berlin
- Berlin-Marathon

#### Brandenburg
- Hallenmarathon, Senftenberg
- Natur-Marathon, Marienwerder
- Das Finsterwalder Dutzend (findet alle zwei bis drei Jahre statt), Finsterwalde
- Spreewald-Marathon, Burg (Spreewald)
- Schlösser-Marathon, Potsdam (2004–2010)
- Oderbruch-Marathon, Bad Freienwalde (bis 2007)
- Schorfheide-Lauf, Angermünde
- Schlaubetal-Marathon, Eisenhüttenstadt

#### Bremen
- Bremerhaven-Marathon, Bremerhaven
- Bremen-Marathon, Bremen
- OSC-Marathon, Bremerhaven
- Zeitsprung-Marathon, Bremen

#### Hamburg
- Teichwiesen-Marathon, Marathon-Dauerserie
- Elbtunnel-Marathon
- Hamburg-Marathon
- Stadtparkmarathon

#### Hessen
- Marburger Lahntallauf (ehemals: Rund um die Steinmühle), Marburg (auch 50-km-Ultramarathon)
- Weiltalweg-Landschaftsmarathon, Schmitten – Weilburg
- Knastmarathon Darmstadt, Darmstadt
- Kassel-Marathon, Kassel
- Willinger Panoramalauf, Willingen (Upland)
- Nachtmarathon Marburg, Marburg
- Koberstädter Wald-Marathon, Egelsbach
- Fulda-Marathon, Fulda
- Darmstadt-Marathon, Darmstadt
- Frankfurt-Marathon, Frankfurt am Main
- Bad Arolser Waldmarathon, Bad Arolsen Wetterburg
- Bilstein-Marathon, Kleinalmerode (auch 53-km-Ultramarathon)
- Wiesbaden-Marathon, Wiesbaden

#### Mecklenburg-Vorpommern
- Darß-Marathon, Wieck a. Darß
- Haffmarathon, Ueckermünde
- Marathon „Rund um den Kummerower See“, Neukalen
- Rostock-Marathon, Rostock
- Rügenbrückenlauf, Stralsund
- Sommerlauf um Demens Seen, Demen
- Tollenseseelauf, Neubrandenburg
- Usedom-Marathon, Swinemünde – Wolgast

#### Niedersachsen
- Rubbenbruchsee Marathon, Osnabrück, Rubbenbruchsee
- Lilienthal-Marathon, Lilienthal, Marathon-Dauerserie
- Logabirumer Winterlauf, Logabirum
- Schleusenmarathon, Vechelde
- Springe-Deister-Marathon, Springe
- Lohner Marathon, Lohne
- Cuxhaven-Marathon, Cuxhaven
- Paul-Moor-Benefiz-Marathon, Bersenbrück
- Hannover-Marathon, Hannover
- Südheide-Marathon, Gifhorn
- Gorch-Fock-Marathon, Wilhelmshaven
- Bad Harzburger Bergmarathon, Bad Harzburg
- Ostfrieslandmarathon, Hesel
- Haseder Feldmarklauf, Giesen-Hasede
- Heide-Marathon, Sassenburg-Stüde
- Remmers-Hasetal-Marathon, Löningen
- Drebber-Marathon, Drebber
- Bad-Pyrmont-Marathon, Bad Pyrmont
- Osnabrücker-Land-Marathon, Bissendorf
- Moormarathon, Goldenstedt
- Wardenburg-Marathon, Wardenburg
- Oldenburg-Marathon, Oldenburg
- Wolfsburg-Marathon, Wolfsburg
- Steinhuder-Meer-Lauf, Neustadt am Rübenberge
- Norderney-Marathon, Norderney
- Küstenmarathon, Otterndorf
- Eilenriede-Marathon, Hannover
- Braunschweig-Wolfenbüttel-Marathon, Braunschweig
- Wendlandmarathon, Liepe
- 4-Runden-Marathon, Suderburg

#### Nordrhein-Westfalen
- Athletik Waldniel-Marathon, Schwalmtal
- Kevelaer-Marathon, Kevelaer
- Pulheimer Staffel-Marathon (Einzelläufer zugelassen), Pulheim
- Bertlicher Straßenläufe, Herten-Bertlich
- Bad-Salzuflen-Marathon, Bad Salzuflen
- Biggesee-Marathon, Biggesee bei Attendorn
- Steinfurt-Marathon, Steinfurt
- Königsforst-Marathon, Bergisch Gladbach
- Bonn-Marathon, Bonn,
- Düsseldorf-Marathon, Düsseldorf
- Bergstadt-Marathon, Rüthen
- Teutoburger-Wald-Marathon, Lage
- Ruhrmarathon, Oberhausen – Essen, Dortmund – Essen
- Rhein-Ruhr-Marathon, Duisburg
- Porta-Marathon, Porta Westfalica
- Klingenthal Salzkotten Marathon, Salzkotten
- Menden-Marathon, Menden
- Grenzland-Marathon, Wegberg
- Monschau-Marathon, Monschau
- P-Weg-Marathon (auch 67-km-Ultramarathon), Plettenberg
- Münster-Marathon, Münster
- Hochsauerland-Waldmarathon, Bestwig
- Wir-4-Städtelauf, Kamp-Lintfort
- Ruhrtal-Marathon, Witten
- Köln-Marathon, Köln
- Essen-Marathon - Rund um den Baldeneysee, Essen
- Röntgenlauf (auch 63,3-km-Ultramarathon), Remscheid
- Rursee-Marathon, Simmerath
- Siebengebirgsmarathon, Bad Honnef-Aegidienberg
- Rothaarsteig-Marathon, Schmallenberg-Fleckenberg
- wep-Lauf, Regionsmeisterschaft (LVN-Region Südwest), Hückelhoven-Hilfarth

#### Rheinland-Pfalz
- Ahrathon, Bad Neuenahr
- Bienwald-Marathon, Kandel
- Marathon Deutsche Weinstraße, Bockenheim (findet alle zwei Jahre statt)
- Hambacher-Schloss-Marathon, Neustadt an der Weinstraße
- Gutenberg-Marathon, Mainz
- Windhagen-Marathon, Windhagen
- Eifel-Marathon, Waxweiler
- Mittelrhein-Marathon, Oberwesel – Koblenz
- Hunsrück-Marathon, Emmelshausen – Simmern
- Pfälzerwald-Marathon, Pirmasens
- Rhein-Marathon, Wörth
- Löwenmarathon, Hachenburg
- StaffelMarathon Waldbreitbach, Waldbreitbach
- Koblenzer Sparkassen Marathon, Koblenz

#### Saarland
- St.-Wendel-Marathon, St. Wendel
- Bärenfels-Ultra-Trail (auch 63-km-Ultramarathon), Nohfelden
- Saarschleife-Marathon, Merzig
- Saarbrücken-Marathon, Saarbrücken
- Heiligabend-Marathon, Nohfelden

#### Sachsen
- Leipziger Wintermarathon, Leipzig (Läufer starten in 3er-Teams und bleiben den kompletten Lauf zusammen)
- Werdauer Waldlauf, Werdau
- Leipzig-Marathon, Leipzig
- Oberelbe-Marathon, Königstein – Dresden
- Chemnitz-Marathon, Chemnitz
- Europamarathon, Görlitz
- Drei-Talsperren-Marathon, Eibenstock
- Göltzschtal-Marathon, Lengenfeld
- Dresden-Marathon, Dresden
- Sächsischer Mt. Everest Treppenmarathon, Radebeul
- Werdauer Herbstmarathon, Werdau

#### Sachsen-Anhalt
- Tangermünder Elbdeichmarathon, Tangermünde
- Goitzsche-Marathon, Bitterfeld
- Stadtwall-Marathon, Gardelegen
- Mitteldeutscher Marathon, Spergau – Halle
- Brocken-Marathon, Wernigerode
- Magdeburg-Marathon, Magdeburg

#### Schleswig-Holstein
- Flensburg liebt dich Marathon, Flensburg
- Helgoland-Marathon, Helgoland
- Wintermarathon, Husum
- Helmut Jung Gedächtnismarathon, Kaltenkirchen
- Holtenauer Geländemarathon, Kiel
- Kiel-Marathon, Kiel
- Stadtwerke Lübeck Marathon, Lübeck
- Langlauftag, Ostrohe
- Plöner-See-Marathon, Plön
- RD-Marathon, Rendsburg
- Föhr-Marathon, Wyk auf Föhr

#### Thüringen
- Merkerser Kristallmarathon, Untertagemarathon im Erlebnisbergwerk Merkers
- Kyffhäuser-Berg-Marathon, Bad Frankenhausen
- GutsMuths-Rennsteiglauf, ca. 43,1 km von Neuhaus nach Schmiedefeld
- Skatstadtmarathon, einziger Stadtmarathon Thüringens in Altenburg
- Elstertal-Marathon, Gera
- Weidatal-Marathon, Weißendorf
- Saale-Rennsteig-Marathon, ca. 44 km von Uhlstädt nach Piesau
- Untertage-Marathon, Sondershausen

## Österreich

### Veranstaltungen mit mehr als 100 Marathonläufern im Ziel
Bei folgenden Marathon-Veranstaltungen in Österreich erreichten 2013 jeweils mehr als 100 Teilnehmer das Ziel.
(geordnet nach Teilnehmerzahl 2013, Stand November 2013)
| Veranstaltung             | Ort              | Datum            | Marathonfinisher | (Vorjahr) | Siegerzeit | Siegerzeit |
| ------------------------- | ---------------- | ---------------- | ---------------- | --------- | ---------- | ---------- |
| Veranstaltung             | Ort              | Datum            | Marathonfinisher | (Vorjahr) | Männer     | Frauen     |
| Vienna City Marathon      | Wien             | 14.04.2013 (30.) | 6.878            | (5.892)   | 2:08:19    | 2:31:18    |
| Marathon im Dreiländereck | Bregenz          | 06.10.2013 (12.) | 1.179            | (1.112)   | 2:14:25    | 2:35:27    |
| Graz-Marathon             | Graz             | 13.10.2013 (20.) | 1.011            | (846)     | 2:16:04    | 2:43:03    |
| Linz-Marathon             | Linz             | 21.04.2013 (12.) | 868              | (896)     | 2:09:21    | 2:33:53    |
| Salzburg-Marathon         | Salzburg         | 05.05.2013 (10.) | 745              | (647)     | 2:14:16    | 2:36:10    |
| Wachau-Marathon           | Wachau           | 15.09.2013 (16.) | 673              | (708)     | 2:32:02    | 3:12:20    |
| Kaisermarathon            | Söll             | 05.10.2013 (8.)  | 434              | (422)     | 3:15:50    | 4:03:37    |
| Welschlauf                | Wies-Ehrenhausen | 04.05.2013 (19.) | 244              | (230)     | 2:52:40    | 3:21:06    |
| Gletschermarathon         | Imst             | 30.06.2013 (8.)  | 221              | (183)     | 2:37:02    | 3:13:37    |
| Montafon-Arlberg-Marathon | Silbertal        | 06.07.2013 (11.) | 212              | (172)     | 3:21:34    | 3:39:49    |
| Indoor Marathon Wien      | Wien             | 15.12.2013 (2.)  | 170              | (162)     | 2:40:51    | 3:11:47    |
| Salzkammergut Marathon    | St. Wolfgang     | 20.10.2013 (3.)  | 151              | (164)     | 2:50:10    | 3:33:44    |
| LCC Herbstmarathon        | Wien             | 20.10.2013 (11.) | 132              | (137)     | 2:41:19    | 3:07:59    |

## Schweiz und Liechtenstein
| Monat     | Lauf                             | Ort                             | Marathonläufer im Ziel | Marathonläufer im Ziel | Bestzeiten | Bestzeiten |
|           |                                  |                                 | Jahr                   | Gesamt                 | Männer     | Frauen     |
| --------- | -------------------------------- | ------------------------------- | ---------------------- | ---------------------- | ---------- | ---------- |
| Januar    | Neujahrsmarathon Zürich          | Schlieren, Mitternachtsmarathon | 2018                   | 191                    | 2:31:28    | 2:59:29    |
| April     | Zürich-Marathon                  | Zürich                          | 2015                   | 2694                   | 2:07:45    | 2:25:44    |
| Mai       | Aargau Marathon                  | Aarau                           | 2016                   |                        |            |            |
| Mai       | Genf-Marathon                    | Genf                            | 2015                   | 1523                   | 2:11:00    | 2:32:34    |
| Mai       | Winterthur-Marathon              | Winterthur                      | 2015                   | 185                    | 2:16:12    | 2:40:55    |
| Juni      | Bieler Lauftage                  | Biel, Nachtmarathon             | 2015                   | 159                    | 2:45:29    | 3:06:32    |
| Juni      | Alpin-Marathon Liechtenstein (1) | Bendern – Malbun                | 2015                   | 416                    | 2:56:28    | 3:28:22    |
| Juni      | Défi Val-de-Travers              | Couvet, Landschaftsmarathon     | 2015                   | 184                    | 3:02:39    | 3:15:11    |
| Juli      | Zermatt-Marathon (1)             | St. Niklaus im Kanton Wallis    | 2015                   | 905                    | 2:55:05    | 3:21:38    |
| Juli      | Swiss Alpine Marathon K42 (1)    | Davos, Bergmarathon             | 2015                   | 604                    | 3:04:22    | 3:34:24    |
| Juli      | Swiss Alpine Marathon S42        | Davos, Bergmarathon             | 2015                   | 865                    | 3:47:17    | 4:17:11    |
| September | Jungfrau-Marathon (1)            | Interlaken                      | 2015                   | 3819                   | 2:49:02    | 3:20:20    |
| September | Basel Marathon                   | Basel                           | 2015                   | 299                    | 2:29:21    | 3:00:49    |
| Oktober   | Napf-Marathon (1)                | Trubschachen                    | 2015                   | 164                    | 2:58:28    | 3:29:14    |
| Oktober   | Ascona-Locarno Marathon          | Ascona                          | 2015                   | 166                    | 2:28:29    | 2:52:29    |
| Oktober   | Swiss City Marathon Lucerne      | Luzern                          | 2015                   | 1339                   | 2:26:19    | 2:39:15    |
| Oktober   | Lausanne-Marathon                | Lausanne                        | 2015                   | 1242                   | 2:10:05    | 2:29:04    |
| November  | Frauenfelder Marathon            | Frauenfeld                      | 2015                   | 232                    | 2:28:54    | 2:53:06    |
| November  | Frauenfelder Marathon            | Frauenfeld, Militärwettmarsch   | 2015                   | 205                    | 2:35:53    | 3:13:31    |

(1) Bergmarathon

## Weitere europäische Länder

### Belgien
- Brüssel-Marathon, Brüssel

### Bulgarien
- Sofia-Marathon, Sofia[3]

### Dänemark
- Kopenhagen-Marathon, Kopenhagen
- North Sea Beach Marathon, zwischen Hvide Sande und Vejers Strand (Westjütland)
- H. C. Andersen Marathon, Odense

### Estland
- Tallinn-Marathon, Tallinn

### Frankreich
- Paris-Marathon, Paris
- Médoc-Marathon, Pauillac
- Reims-Marathon, Reims
- Marathon des Alpes-Maritimes, Nizza–Cannes
- La-Rochelle-Marathon
- Marathon de la baie du Mont Saint-Michel, Cancale–Le Mont-Saint-Michel

### Finnland
- Helsinki-Marathon, Helsinki

### Griechenland
- Alexander-der-Große-Marathon, Pella – Thessaloniki
- Athen-Marathon, Marathon – Athen

### Irland
- Dublin-Marathon, Dublin

### Israel
- Tiberias-Marathon, Tiberias
- Jerusalem-Marathon, Jerusalem

### Italien
- Brescia-Marathon, Brescia
- Brixen Dolomiten Marathon, Brixen
- Florenz-Marathon, Florenz
- Mailand-Marathon, Mailand
- Maratona d’Italia, Maranello–Carpi
- Maratona di Sant’Antonio, Vedelago–Padua
- Rom-Marathon, Rom
- Südtirol-Marathon, Neumarkt
- Treviso-Marathon, Vittorio Veneto–Treviso
- Turin-Marathon, Turin
- Venedig-Marathon, Stra–Venedig
- Verona-Marathon, Verona
- Stilfserjoch Stelvio Marathon, Prad am Stilferjoch

### Kroatien
- Zagreb-Marathon, Zagreb[4]

### Lettland
- Riga-Marathon, Riga

### Luxemburg
- Luxemburg-Marathon, Luxemburg
- Echternach-Marathon, Echternach

### Monaco
- Monaco-Marathon, Monaco

### Montenegro
- Podgorica-Marathon, Podgorica

### Niederlande
- Midwinter-Marathon, Apeldoorn
- Utrecht-Marathon, Utrecht
- Rotterdam-Marathon, Rotterdam
- Enschede-Marathon, Enschede
- Eindhoven-Marathon, Eindhoven
- Amsterdam-Marathon, Amsterdam

### Nordmazedonien
- Skopje-Marathon, Skopje[5]

### Norwegen
- Spitzbergen-Marathon (nördlichster Marathon Europas), Longyearbyen (Spitzbergen)
- Oslo-Marathon, Oslo

### Polen
- Dębno-Marathon, Dębno
- Krakau-Marathon, Krakau
- Breslau-Marathon, Breslau
- Warschau-Marathon, Warschau
- Orlen Warschau-Marathon, Warschau
- Posen-Marathon, Posen
- Lodz-Marathon, Lodz

### Portugal
- Maratona da Europa[6], Aveiro
- Lissabon-Marathon, Lissabon
- Porto-Marathon, Porto

### Rumänien
- Bukarest-Marathon, Bukarest

### Russland
- Moskau-Marathon, Moskau
- Siberian International Marathon, Omsk

### Schweden
- Stockholm-Marathon, Stockholm

### Serbien
- Belgrad-Marathon, Belgrad

### Slowakei
- Bratislava-Marathon[7], Bratislava
- Košice-Marathon (seit 1924, damit ältester regelmäßig durchgeführter Marathon Europas), Košice

### Slowenien
- Ljubljana-Marathon, Ljubljana

### Spanien
- Sevilla-Marathon, Sevilla
- Barcelona-Marathon, Barcelona
- Madrid-Marathon, Madrid
- Mallorca-Marathon, Palma de Mallorca
- Valencia-Marathon, Valencia
- San-Sebastián-Marathon, Donostia-San Sebastián

### Tschechien
- Prag-Marathon, Prag
- Český Marathon, Prag-Dobříš (erstmals 1908 zwischen Smíchov und Dobříš gestartet, ältester Marathonlauf in Tschechien)

### Türkei
- Antalya-Marathon, Antalya
- Istanbul-Marathon, Istanbul

### Ukraine
- Bila-Zerkwa-Marathon, Bila Zerkwa

### Ungarn
- Budapest-Marathon, Budapest

### Vereinigtes Königreich
- London-Marathon, London
- Brighton-Marathon, Brighton
- Edinburgh-Marathon, Edinburgh

## Außereuropäische Länder

### Äthiopien
- Äthiopische Halbmarathon-Meisterschaften

### Afghanistan
- Afghanistan-Marathon, Bamiyan[8]

### Australien
- Gold-Coast-Marathon, Gold Coast
- Melbourne-Marathon, Melbourne
- Sydney-Marathon, Sydney
- Perth-Marathon, Perth[9]

### Brasilien
- São Paulo International Marathon, São Paulo[10]

### China
- Dongying-Marathon, Dongying
- Qingdao-Marathon, Qingdao
- Peking-Marathon, Peking
- Shanghai-Marathon, Shanghai
- Xiamen-Marathon, Xiamen

### Chile
- Santiago-Marathon, Santiago de Chile

### Indien
- Mumbai-Marathon, Mumbai

### Japan
- Osaka Women’s Marathon (Eliterennen der Frauen), Osaka
- Beppu-Ōita-Marathon (Eliterennen der Männer), Beppu/Ōita
- Tokio-Marathon, Tokio
- Biwa-See-Marathon (Eliterennen der Männer), Ōtsu
- Nagoya-Marathon (Eliterennen der Frauen), Nagoya
- Nagano-Marathon, Nagano
- Hokkaidō-Marathon, Sapporo
- Osaka-Marathon, Osaka
- Kobe-Marathon, Kobe
- Fukuoka-Marathon (Eliterennen der Männer), Fukuoka

### Kanada
- Vancouver-Marathon, Vancouver
- Ottawa-Marathon, Ottawa
- Toronto-Marathon, Toronto, im Frühling
- Toronto Waterfront Marathon, Toronto, im Herbst
- Montreal-Marathon, Montreal

### Kenia
- Nairobi-Marathon, Nairobi

### Marokko
- Casablanca-Marathon, Casablanca
- Marrakesch-Marathon, Marrakesch
- Rabat-Marathon, Rabat

### Mexiko
- Maratón de la Comarca Lagunera, Gómez Palacio–Torreón
- Mexico-City-Marathon, Mexiko-Stadt

### Nordkorea
- Pjöngjang-Marathon, Pjöngjang

### Republik China
- Taipei International Marathon, Taipeh

### Saudi-Arabien
- Riad-Marathon, Riad[11]

### Singapur
- Singapur-Marathon, Singapur

### Südafrika
- siehe Ultramarathon

### Südkorea
- Seoul International Marathon, Seoul
- Daegu-Marathon, Daegu
- Gunsan-Marathon, Gunsan
- Gyeongju International Marathon, Gyeongju
- Chuncheon-Marathon, Chuncheon
- JoongAng Seoul Marathon, Seoul

### Vereinigte Arabische Emirate
- Dubai-Marathon, Dubai
- Abu-Dhabi-Marathon, Abu-Dhabi

### Vereinigte Staaten
- Houston-Marathon, Houston (Texas)
- Rock ’n’ Roll Arizona Marathon, Phoenix–Tempe (Arizona)
- Mardi Gras Marathon, New Orleans (Louisiana)
- Los-Angeles-Marathon, Los Angeles (Kalifornien)
- Boston-Marathon, Hopkinton–Boston (Massachusetts)
- Rock ’n’ Roll Marathon, San Diego (Kalifornien)
- Grandma’s Marathon, Two Harbors–Duluth (Minnesota)
- San-Francisco-Marathon, San Francisco (Kalifornien)
- Twin Cities Marathon, Minneapolis–Saint Paul (Minnesota)
- Chicago-Marathon, Chicago (Illinois)
- Long-Island-Marathon, Long Island (New York)
- New-York-City-Marathon, New York City (New York)
- San-Antonio-Marathon, San Antonio (Texas)
- Las-Vegas-Marathon, Las Vegas (Nevada)
- Honolulu-Marathon, Honolulu (Hawaii)
- Miami-Marathon, Miami (Florida)
- El-Paso-Marathon, El Paso (Texas)

## Rangfolge der schnellsten Marathonveranstaltungen
Von der Association of Road Racing Statisticians (ARRS, Verband der Straßenlauf-Statistiker) durch Addition der Männer- und Frauen-Bestzeiten ermittelt, gegebenenfalls aktualisiert nach Ergebnislisten auf den Websites der jeweiligen Veranstalter.
Liste der 20 schnellsten Rennen mit Ausnahme von internationalen Meisterschaften:
Fett: Bestzeit Männer und Frauen
| Platz | Veranstaltung                | Addierte Bestzeiten | Bestzeit Männer (Zeit, Athlet, Jahr)  | Bestzeit Frauen (Zeit, Athletin, Jahr) |
| ----- | ---------------------------- | ------------------- | ------------------------------------- | -------------------------------------- |
| 01.   | Chicago-Marathon             | 4:10:31             | 2:00:35, Kelvin Kiptum, 2023          | 2:09:56, Ruth Chepngetich, 2024        |
| 02.   | Berlin-Marathon              | 4:13:02             | 2:01:09, Eliud Kipchoge, 2022         | 2:11:53, Tigist Assefa, 2023           |
| 03.   | Valencia-Marathon            | 4:16:46             | 2:01:48, Sisay Lemma, 2023            | 2:14:58, Amane Beriso, 2022            |
| 04.   | London-Marathon              | 4:16:50             | 2:01:25, Kelvin Kiptum, 2023          | 2:15:25, Paula Radcliffe, 2003         |
| 05.   | Tokio-Marathon               | 4:17:53             | 2:02:16, Benson Kipruto, 2024         | 2:15:37, Sutume Asefa Kebede, 2024     |
| 06.   | Dubai-Marathon               | 4:19:41             | 2:03:34, Getaneh Molla, 2019          | 2:16:07, Tigist Ketema, 2024           |
| 07.   | Amsterdam-Marathon           | 4:20:31             | 2:03:39, Tamirat Tola, 2021           | 2:16:52, Yalemzerf Yehualaw, 2024      |
| 08.   | Frankfurt-Marathon           | 4:21:07             | 2:03:42, Wilson Kipsang, 2011         | 2:17:25, Hawi Feysa, 2024              |
| 09.   | Hamburg-Marathon             | 4:21:09             | 2:03:46, Amos Kipruto, 2025           | 2:17:23, Yalemzerf Yehualaw, 2022      |
| 10.   | Sevilla-Marathon             | 4:22:18             | 2:03:27, Deresa Geleta Ulfata, 2024   | 2:18:51, Alemu Megertu, 2022           |
| 11.   | Rotterdam-Marathon           | 4:22:34             | 2:03:36, Bashir Abdi, 2021            | 2:18:58, Tiki Gelana, 2012             |
| 12.   | Seoul International Marathon | 4:22:47             | 2:04:43, Mosinet Geremew, 2022        | 2:18:04, Joan Chelimo Melly, 2022      |
| 13.   | Boston-Marathon              | 4:23:01             | 2:03:02, Geoffrey Kiprono Mutai, 2011 | 2:19:59, Bizunesh Deba, 2014           |
| 14.   | Mailand-Marathon             | 4:23:32             | 2:02:57, Titus Ekiru, 2021            | 2:19:35, Hiwot Gebrekidan, 2021        |
| 15.   | Abu-Dhabi-Marathon           | 4:23:55             | 2:04:40, Reuben Kipyego, 2019         | 2:19:15, Brigid Kosgei, 2023           |
| 16.   | Paris-Marathon               | 4:24:09             | 2:04:21, Elisha Rotich, 2021          | 2:19:48, Judith Korir, 2022            |
| 17.   | Xiamen-Marathon              | 4:24:52             | 2:06:06, Dawit Wolde, 2025            | 2:18:46, Ruti Aga, 2025                |
| 18.   | Prag-Marathon                | 4:24:55             | 2:05:09, Alexander Mutiso, 2023       | 2:19:46, Lonah Chemtai Salpeter, 2019  |
| 19.   | Houston-Marathon             | 4:26:03             | 2:06:51, Tariku Jufar, 2012           | 2:19:12, Keira D’Amato, 2022           |
| 20.   | Vienna City Marathon         | 4:26:07             | 2:05:08, Samwel Mailu, 2023           | 2:20:59, Vibian Chebkirui, 2022        |

### Marathonveranstaltungen in Deutschland
- marathon.de – mit kalendarischer Übersicht, Links, Ergebnissen, Meldeterminen und -gebühren
- marathon4you.de – mit Meldungen und Laufberichten

### Marathonveranstaltungen weltweit
- Welt-Marathonkalender der Veranstalter-Vereinigung AIMS (nur Großveranstaltungen)
- Auflistung der Marathonläufe weltweit seit 1938 auf der ARRS-Website (einschließlich Kleinveranstaltungen)
- marathonguide.com (englisch) Ausführliches Verzeichnis von Marathons aus aller Welt mit Läuferkommentaren